# 莫里亞蒂 (新墨西哥州)
莫里亞蒂（英語：Moriarty）是一個位於美國新墨西哥州托蘭斯縣的城市。

## 人口
根據2020年美國人口普查的數據，莫里亞蒂的面積為17.96平方千米，當中陸地面積為17.96平方千米，而水域面積為0.00平方千米。當地共有人口1946人，而人口密度為每平方千米108人。